# Nuolja

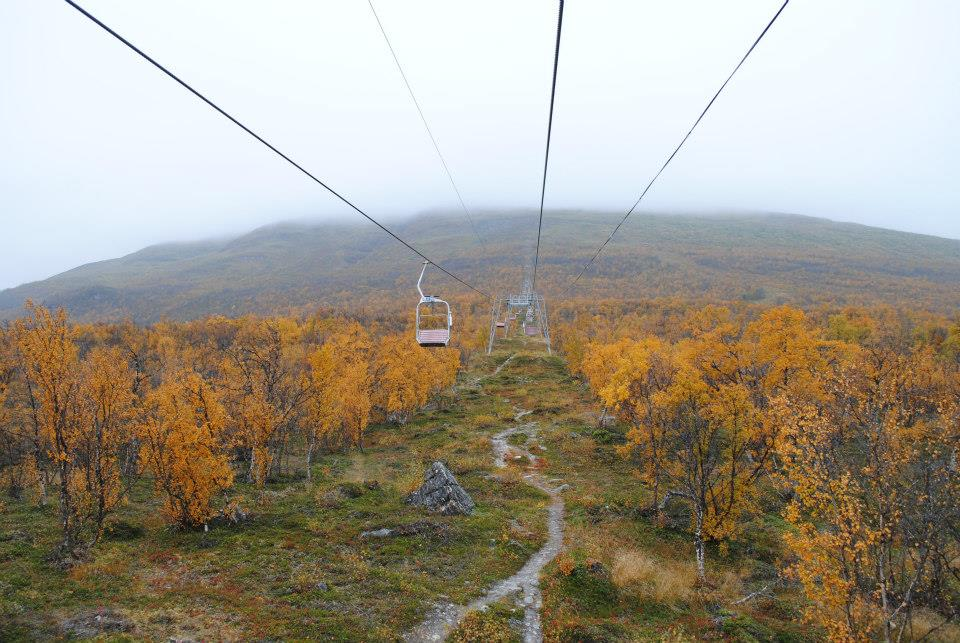
Linbana upp till Nuoljas/Njullás topp

Panoramavy från toppen av Nuolja

Nuolja, nordsamiska Njullá, är ett fjäll vid Torneträsk i Kiruna kommun, väster om Abisko i nordvästra Lappland. Nuolja ligger delvis inom Abisko nationalpark. Högsta punkten ligger 1169 meter över havet, medan den närliggande fjälltoppen Slåttatjåkka mäter 1191 meter.

## Nuolja offpist
Nuolja offpist är en skidanläggning med en stollift på fjället. Nedfarterna är helt opistade. År 2004 skedde en dödsolycka med liften, en stol började glida bakåt längs vajern och kolliderade med bakomvarande stol, varpå stolen helt lossnade och föll ner till marken. En person omkom.

## Aurora Sky Station
På Nuoljas topp, 900 m ö.h., finns Aurora Sky Station, med café och utsiktsplats för att framförallt beskåda norrsken, men även utsikten över Abiskos nationalpark. Aurora Sky Station öppnades 2007 och ägs av Svenska turistföreningen (STF), som även äger och driver turiststationen i Abisko. Stationen nås bäst med hjälp av linbanan med sittlift.  

## Klimatförändringar
Från 1920 till 2020 höjdes trädgränsen med 230 meter på grund av det varmare klimatet.